# Katzencafé

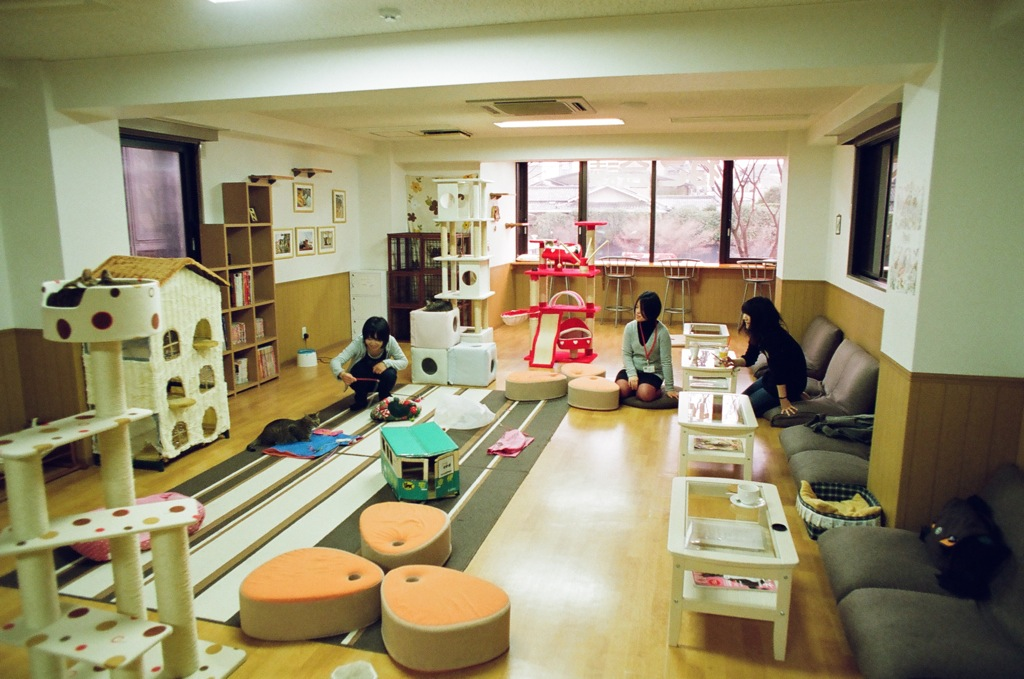
Katzencafé in Kyōto

Katzencafés sind Cafés, in denen man wie in einem gewöhnlichen Café Kaffee und Kuchen bestellen kann, aber im Gastraum auch Hauskatzen vorfindet.

## Ursprung
Das Konzept stammt ursprünglich aus Asien. Das erste Katzencafé wurde im Jahr 1998 in Taipeh, der Hauptstadt von Taiwan, eröffnet. Dieses Café wurde zum Touristenmagneten für Besucher aus Japan und der ganzen Welt. Obwohl der Ursprung der Katzencafés in Taiwan liegt, wurde das Konzept vor allem in Japan berühmt. Dort öffnete das erste Katzencafe 2004 in Osaka. Aufgrund von Japans Landfläche und Einwohnerzahl leben viele Japaner in sehr kleinen Wohnungen, in denen keine Haustiere erlaubt sind, sodass die Katzencafés ein beliebter Zufluchtsort für junge Arbeiter sind, die sich nach Gesellschaft und Geselligkeit sehnen. In Tokio öffnete das erste Café dieser Art 2005. Seitdem boomen die Katzencafés in Japan und zwischen 2005 und 2010 eröffneten dort 79 dieser Cafés.

## Katzencafés im deutschsprachigen Raum
Alle bisher eröffneten deutschen Katzencafés finden sich in Großstädten: Zuerst gab es das Katzencafé in München (2013). Später eröffneten auch in Berlin (2013), Leipzig (2013), Köln (2014), Aachen (2015), Hannover (2015), Nürnberg (2016), Karlsruhe, Hamburg (2017), Bielefeld (2017) und in weiteren Städten Katzencafés.
Schon seit 2012 gibt es auch in Wien ein Katzencafé. 2015 kam auch ein Café in Klagenfurt dazu.
Das erste Katzencafé der Schweiz, Casa del Gato in Zürich, gibt es seit Anfang 2021. In Hinwil im Kanton Zürich öffnete Mitte 2021 ein weiteres Katzencafé.

## Tierschutz
In Deutschland sind Auflagen einzuhalten, um weder die Lebensmittelhygiene noch das Tierwohl zu gefährden. So müssen die Katzen unter anderem einen auch zur Öffnungszeit des Cafés erreichbaren geschützten Raum haben, in den sie sich bei Bedarf zurückziehen können und zu dem Gäste keinen Zutritt haben.